# Toloncuitlatla
Toloncuitlatla är en ort i Mexiko.   Den ligger i kommunen Chicontepec och delstaten Veracruz, i den sydöstra delen av landet, 200 km nordost om huvudstaden Mexico City. Toloncuitlatla ligger 554 meter över havet och antalet invånare är 357.
Terrängen runt Toloncuitlatla är huvudsakligen kuperad, men åt nordost är den platt. Toloncuitlatla ligger uppe på en höjd. Runt Toloncuitlatla är det ganska tätbefolkat, med 120 invånare per kvadratkilometer. Närmaste större samhälle är Xochiatipan de Castillo, 19,5 km sydväst om Toloncuitlatla. Trakten runt Toloncuitlatla består till största delen av jordbruksmark.